# Witrivier
Witrivier (Engels: White River) is een plaats in de Zuid-Afrikaanse provincie Mpumalanga.
Witrivier telt ongeveer 17.000 inwoners.

## Subplaatsen
Het nationaal instituut voor de statistiek, Stats SA, deelt sinds de census 2011 deze hoofdplaats in in 8 zogenaamde subplaatsen (sub place), waarvan de grootste zijn:
Kingsview • White River AH • White River SP1